# Dagwi
Dagwi – wieś w Botswanie w dystrykcie Central. Według spisu ludności z 2011 roku wieś liczyła 454 mieszkańców.